# Alico (California)
Alico es un área no incorporada ubicada en el condado de Inyo en el estado estadounidense de California.

## Geografía
Alico se encuentra ubicada en las coordenadas 36°34′11″N 117°57′47″O / 36.56972, -117.96306.